# Campeonato Kosovar de Futebol
A Superliga e Futbollit të Kosovës (pt: Superliga de Futebol de Kosovo) é o principal campeonato de futebol de Kosovo. É disputada por 10 equipes.

## Clubes
Lista de equipes que disputam a edição de Superliga de Kosovo 2020-21 do torneio:
| Equipe     | Cidade                    | Estádio               |
| ---------- | ------------------------- | --------------------- |
| Arbëria    | Dobrajë e Madhe (Lipljan) | Sami Kelmendi         |
| Ballkani   | Suhareka                  | Estádio Suhareka City |
| Besa Pejë  | Pejë                      | Shahin Haxhiislami    |
| Drenica    | Skënderaj                 | Bajram Aliu           |
| Drita      | Gjilan                    | Estádio Gjilan City   |
| Feronikeli | Drenas                    | Rexhep Rexhepi        |
| Gjilani    | Gjilan                    | Estádio Gjilan City   |
| Llapi      | Podujevë                  | Zahir Pajaziti        |
| Prishtina  | Prishtinë                 | Estádioi i Prishtinës |
| Trepça'89  | Mitrovicë                 | Riza Lushta           |

## Lista de campeões
| Clube           | Vencedores | Ano                                                                                               |
| --------------- | ---------- | ------------------------------------------------------------------------------------------------- |
| Prishtina       | 11         | 1991–92, 1995–96, 1996–97, 1999–00, 2000–01, 2003–04, 2007–08, 2008–09, 2011–12, 2012–13, 2020-21 |
| KF Besa         | 3          | 2004–05, 2005–06, 2006–07                                                                         |
| KF Feronikeli   | 3          | 2014-15, 2015-16, 2018-19                                                                         |
| Drita           | 3          | 2002–03, 2017–18, 2019-20                                                                         |
| KF Trepça       | 2          | 1992-93, 2009-10                                                                                  |
| KF Fushë Kosova | 1          | 1990–91                                                                                           |
| KF Dukagjini    | 1          | 1993–94                                                                                           |
| KF Liria        | 1          | 1994–95                                                                                           |
| KF Besiana      | 1          | 2001–02                                                                                           |
| KF Hysi         | 1          | 2010–11                                                                                           |
| KF Vushtrria    | 1          | 2013–14                                                                                           |
| KF Trepça'89    | 1          | 2016–17                                                                                           |